# Андрій (Хім'як)
Андрій Хім'як (нар. 13 квітня 1981, Львів) — український греко-католицький єпископ, з 3 листопада 2022 року — єпископ-помічник Київської архиєпархії УГКЦ, секретар Синоду УГКЦ

## Життєпис
Андрій Хім'як народився 13 квітня 1981 року у Львові в сім'ї Михайла і Ганни Хім'яків. У 1988—1998 роках навчався у Львівській загальноосвітній школі № 44 імені Т. Г. Шевченка, здобувши повну загальну середню освіту. З 1995 року належав до вівтарної дружини архикатедрального собору Святого Юра у Львові. У 1998—2005 роках навчався у Львівській духовній семінарії Святого Духа, а з 2005 по 2008 роки — у Папському східному інституті в Римі на факультеті східних церковних наук, де здобув науковий ступінь ліценціата богослов'я. Був висвячений на диякона в Київській архиєпархії 9 травня 2012 року, а 4 листопада того ж року отримав ієрейське свячення.
У вересні 2009 року розпочав працювати в Секретаріаті Синоду Єпископів помічником владики Богдана Дзюраха, секретаря Синоду Єпископів, а від вересня 2016 року — заступником секретаря Синоду Єпископів. Від квітня 2021 року виконував обов'язки секретаря Синоду Єпископів.
Упродовж 2008—2013 років — викладач курсу «Східна християнська духовність» на Дистанційній магістерській програмі екуменічних наук (ДМПЕН) Українського католицького університету. Від 2014 року — викладач Київської Трьохсвятительської духовної семінарії.

## Єпископ
3 листопада 2022 року Папа Франциск дав свою згоду на канонічний вибір ієрея Андрія Хім'яка єпископом-помічником Київської архиєпархії, який здійснив Синод єпископів УГКЦ, і надав йому титул єпископа Куйкула.
Єпископська хіротонія відбулася 19 лютого 2023 року в Патріаршому соборі Воскресіння Христового в Києві. Головним святителем був Блаженніший Святослав, Глава УГКЦ, співсвятителями — владика Богдан Дзюрах, апостольський екзарх у Німеччині та країнах Скандинавії, та владика Степан Сус, єпископ Курії Верховного Архиєпископа.